# Guerre étolienne
Guerres de Macédoine
La guerre étolienne se déroule entre 191 et 189 av. J.-C. entre les Romains et leurs alliés, Achéens et Macédoniens, contre la Ligue étolienne et leurs propres alliés dont le royaume d'Athamanie. Elle se termine par la victoire des Romains et de leurs alliés.

## Contexte historique
La seconde guerre macédonienne (200 à 197 av. J.-C.), qui oppose Philippe V, roi de Macédoine à Rome et ses alliés, dont la Ligue étolienne, se termine par une victoire romaine. Un différend apparaît entre Romains et Étoliens puisque Flamininus refuse qu’on rende à la Ligue étolienne les cités et places qu’elle a perdues face à Philippe V. L’Étolie tente de convaincre différentes cités grecques de s’unir dans un coalition anti-romaine et persuade Antiochos III d’intervenir en Grèce, le jugeant seul capable de nuire à Rome. Peu de cités se rallient à l’Étolie, la situation de domination qu’elle pourrait avoir sur la Grèce en cas de victoire étant aussi repoussante que la domination romaine. De plus, Rome possède des alliés comme la Ligue achéenne. L'arrivée d’Antiochos III en Grèce déclenche la guerre antiochique mais le roi déçoit les Étoliens à cause du faible nombre de soldats. La défaite à la Bataille des Thermopyles en 191 met fin à la guerre antiochique en Grèce, qui continue en Asie .

## Déroulement
Avec Antiochos III hors d'Europe, les Romains intiment aux Étoliens de se rendre sans quoi l'affrontement serait inévitable. Son ancien allié ne répondant pas, débute alors un siège. Les Romains tentent de briser la porte à l'aide d'un bélier, cependant ils finissent par escalader les murs à l'aide d'échelles. 
Le siège s'est avéré épuisant pour les défenseurs, les Romains étant en supériorité numérique. Lors de pertes romaines le front a donc pu être reconstitué rapidement avec de nouvelles réserves.

## Conséquences
Après une année de combat, La Ligue étolienne est vaincue par les forces romaines. Elle se voit imposer un traité d’assujettissement. Ce traité inégal impose aux Étoliens de respecter «la toute-puissance et la majesté du peuple romain», consistant à une livraison d'otages ainsi qu'au versement d'un tribut de 500 talents. L’Étolie dont l’influence en Grèce centrale a beaucoup diminué devient alors un État fantoche romain. Elle perd en effet ses cités en Thessalie et en Achaïe ainsi que le sanctuaire de Delphes qui devient totalement indépendant. Dès lors, les Étoliens sont obligés de prendre part aux guerres aux côtés des Romains. Ils partagent les mêmes alliés et ennemis, payent les mêmes amendes et sont soumis à l'ensemble des décisions prises par les Romains à leurs égards. En revanche, la Ligue étolienne continue de siéger à l'amphictyonie de Delphes. 

## Sources antiques
- Polybe, Histoires [détail des éditions] [lire en ligne].
- Tite-Live, Histoire romaine [détail des éditions] [lire en ligne].